# أوفريا (أهيا)
أوفريا (Οβριά) هي مدينة في أهيا في مقاطعة كينتريكي إلادا في اليونان.